# B Positive
B Positive es una serie de televisión de comedia de situación estadounidense creada por Marco Pennette quién también produce junto a Chuck Lorre para Warner Bros. Television. La serie se estrenó en CBS el 5 de noviembre de 2020 como la única nueva serie de comedia de la CBS que debutó en el otoño de 2020. En mayo de 2022, la serie fue cancelada tras dos temporadas.

## Sinopsis
La serie sigue a un terapeuta y un padre recién divorciado con su tipo de sangre B-positiva que necesita un donante de riñón. Una mujer de su pasado es compatible.

## Elenco

### Principal
- Thomas Middleditch como Drew, el padre divorciado y terapeuta que necesita un trasplante de riñón y una vida social.
- Annaleigh Ashford como Gina, un antigua conocida de Drew que se ofreció a donarle su riñón y tal vez mucho más.
- Kether Donohue como Gabby, una chica fiestera que también hace malabares con múltiples trabajos.
- Sara Rue como Julia (principal, temporada 1; invitada, temporada 2), La exesposa de Drew, una agente inmobiliaria que aspira a ascender en la escala social, y su intento de hacer que Drew se interese más en ella, desafortunadamente llevó a Julia a tener una aventura (con otra persona) que resultó en su separación.
- Izzy G como Maddie (principal, temporada 1; invitada, temporada 2), la hija de Drew y Julia.
- Terrence Terrell como Eli (principal, temporada 1; recurrente, temporada 2), un jugador de fútbol que Drew conoce en diálisis.
- David Anthony Higgins como Jerry (recurrente, temporada 1; principal, temporada 2), un dentista que ha estado en diálisis por más de un año, convencido de que nunca encontrará un donante. Siempre ve el vaso medio lleno.
- Darryl Stephens como Gideon (recurrente, temporada 1; principal, temporada 2), un enfermero muy empático que trabaja en el centro de diálisis. Realmente se preocupa por las personas a las que les da tratamiento, a menudo involucrándose en sus vidas personales.
- Linda Lavin como Norma (recurrente, temporada 1; principal, temporada 2), una de los ancianas con los que Gina trabaja en un asilo de ancianos local. Ha llevado una gran vida y, después de que su esposo falleciera, encontró el coraje para salir del armario como una lesbiana.

### Recurrente
- Briga Heelan como Samantha (temporada 1), una milenial tensa e intensa que no sufre tonterías. Está enfadada por su enfermedad y a menudo se desquita con los que la rodean. Está tratando de no dejar que la diálisis le impida subir la escalera corporativa.
- Bernie Kopell como el Sr. Knudsen (temporada 1), uno de los ancianos de la casa de retiro donde trabaja Gina.
- Jason Kravits como Dr. Baskin (temporadas 1-2)
- Adam Chambers como Paul (temporada 1)
- Rosa Salazar (temporada 1) and Michelle Ortiz (temporada 2) como Adriana
- Anna Maria Horsford como Althea Ludlum (temporada 2)
- Héctor Elizondo como Harry Milton (temporada 2)
- Jane Seymour como Bette (temporada 2)
- Ben Vereen como Peter Morgan (temporada 2)
- Jim Beaver como Spencer Williams (temporada 2)
- D.B. Sweeney como Bert (temporada 2)
- Priscilla Lopez como Meredith Milton (temporada 2)

### Invitado especial
- Darien Sills-Evans como Benny, un profesor asociado de filosofía en Fordham, es una mezcla de emociones - excitado, nervioso y enojado - por encontrarse soltero de nuevo.

## Episodios

### Temporadas
| Temporada | Temporada | Episodios | Episodios | Emisión original       | Emisión original    |
| Temporada | Temporada | Episodios | Episodios | Primera emisión        | Última emisión      |
| --------- | --------- | --------- | --------- | ---------------------- | ------------------- |
|           | 1         | 18        | 18        | 5 de noviembre de 2020 | 13 de mayo de 2021  |
|           | 2         | 16        | 16        | 14 de octubre de 2021  | 10 de marzo de 2022 |

### Primera temporada (2020–21)
| N.º en serie | N.º en temp. | Título                  | Dirigido por  | Escrito por | Fecha de emisión original | Código de prod. | Audiencia (millones) |
| --- | ------------ | ----------------------- | ------------- | --- | ------------------------- | --------------- | -------------------- |
| 1 | 1            | «Pilot»                 | James Burrows | Marco Pennette | 5 de noviembre de 2020    | T11.10137       | 5,14                 |
| Drew, un terapeuta que se ha separado recientemente de su esposa Julia, descubre que está en las primeras etapas de insuficiencia renal; si no recibe un trasplante de riñón pronto, su condición se convertirá en terminal. En una boda, se encuentra con Gina, una chica que conoció en el instituto, que se ofrece a darle su riñón en el acto. Drew la rechaza, pero cuando todos sus otros intentos de encontrar un donante fallan, se vuelve de mala gana hacia Gina cuando se entera de que su tipo de sangre es compatible con el suyo. A Gina se le dan instrucciones estrictas de no consumir alcohol ni drogas durante tres meses antes del trasplante, pero Drew la encuentra colgada en su apartamento y cree que nunca fue en serio su intención de ayudarle. Después de saber que le tomaría diez años conseguir otro riñón - tiempo que no tiene - Drew embosca a Gina en el trabajo y le ruega con éxito que le dé una segunda oportunidad. |              |                         |               | |                           |                 |                      |
| 2 | 2            | «Die Alysis»            | James Burrows | Guion de: Chuck Lorre, Marco Pennette, Greg Malins & Darrin Brag Historia de: Chuck Lorre, Marco Pennette & Heide Perlman | 12 de noviembre de 2020   | T12.16802       | 4,90                 |
| Drew se entera por su doctor que su condición ha empeorado, requiriendo que se someta a tratamientos de diálisis semanales. En la clínica de diálisis, conoce a sus compañeros pacientes Eli, Sam y Jerry. Gina se mete en problemas con unos gánsteres a los que les pidió prestado dinero, y deja a Drew cuando se reúnen para tomar un café. Considera dejarla como su donante, pero los otros pacientes la convencen de no hacerlo. En cambio, Drew encuentra una solución: pedirle a Gina que se mude con él. Ella se niega, no queriendo perder su «independencia», pero cuando los gánsteres destrozan su apartamento, ella acepta su oferta. |              |                         |               | |                           |                 |                      |
| 3 | 3            | «Foreign Bodies»        | James Burrows | Guion de: Alexa Junge & Preston Walker Historia de: Marco Pennette                                                        | 19 de noviembre de 2020   | T12.16803       | 5,20                 |
| Cuando Julia la visita, Gina le dice que es la donante de riñón de Drew, sin saber que Drew aún no se lo había dicho a su ex. Esto obliga a Drew a decirle también a Maddie sobre su condición. Mientras tanto, Drew intenta acostumbrarse a tener a Gina en la casa con todas sus rarezas, incluyendo su amistad y el traer a casa un perro enorme. Poco a poco acepta que Gina es más que su donante y se esfuerza por crear un vínculo con ella. Gina se cuela en la habitación de Maddie y la ayuda a lidiar con su miedo a que su padre pueda morir. |              |                         |               | |                           |                 |                      |
| 4 | 4            | «Joint Pain»            | Richie Keen   | Guion de: Dan O'Shannon & Nicholas Fascitelli Historia de: Bob Daily                                                      | 3 de diciembre de 2020    | T12.16805       | 5,29                 |
| Amargado por su divorcio y cansado de sentirse como un pusilánime, Drew consigue que Gina le proporcione hierba para fumar. La experiencia le inspira a entrar en la casa de Julia para robar un búho de cerámica que representa uno de los pocos recuerdos felices de su matrimonio. Julia lo atrapa, pero descubre que se excita con su asertividad y tienen sexo. A pesar de que Drew les dijo a sus amigos de la clínica que todo era una sola vez, él y Julia comienzan a reunirse en secreto para dormir juntos. |              |                         |               | |                           |                 |                      |
| 5 | 5            | «High Risk Factor»      | Richie Keen   | Guion de: Michelle Nader & Marco Pennette Historia de: Carol Leifer                                                       | 17 de diciembre de 2020   | T12.16804       | 4,60                 |
| Las tensiones estallan cuando el carácter controlador de Drew choca con el deseo de Gina de vivir su vida; a Gina le molesta que Drew insista en seguir todos sus movimientos y la llame constantemente. Drew se defiende diciendo que sólo mira por su donante, pero incluso Maddie le dice que tiene que retroceder. Julia intenta que Gina deje de arriesgar su salud, pero en lugar de eso se deja convencer de que haga paracaidismo con ella, algo que nunca pudo hacer mientras estuvo casada con Drew. Drew finalmente acepta que sólo puede confiar en que Gina se mantenga a salvo. |              |                         |               | |                           |                 |                      |
| 6 | 6            | «Open Heart Surgery»    | Scott Ellis   | Guion de: Bob Daily & Darrin Bragg Historia de: Michelle Nader                                                            | 21 de enero de 2021       | T12.16806       | 5,05                 |
| Drew está encantado cuando él y Gina reciben un aviso de programación para su evaluación psicológica previa a la donación de riñón, un paso crítico en el camino hacia su trasplante. Pero cuando Gina se entera de que un exnovio se va a comprometer, se asusta y Drew, a su vez, entra en pánico porque esto ocurre justo cuando está a punto de hacer la evaluación. Al final, las cosas salen bien, y Gina incluso inspira a Drew a actuar algo menos como un viejo gruñón. |              |                         |               | |                           |                 |                      |
| 7 | 7            | «Phantom Limb»          | Scott Ellis   | Guion de: Jim Patterson, Alexa Junge & Heide Perlman Historia de: Bob Daily, Michelle Nader & Dan O'Shannon               | 11 de febrero de 2021     | T12.16807       | 5,17                 |
| La respuesta de Drew a dos malas noticias (tiene que empezar una dieta estricta y un programa de ejercicios después de desmayarse durante la diálisis, y se ve obligado a perderse el torneo nacional de fútbol de su hija porque no hay ningún centro de diálisis al que pueda ir en Ohio) es atiborrarse de comida basura y luego pelearse con Gina cuando ella intenta ayudarle a volver a la normalidad. Más tarde, se enmendará dando la cara por Gina ante su hermana, que piensa que Gina aceptó el trasplante de riñón por razones estúpidas y egoístas. |              |                         |               | |                           |                 |                      |
| 8 | 8            | «Integration Therapy»   | Scott Ellis   | Guion de: Alexa Junge, Jim Patterson & Heide Perlman Historia de: Bob Daily, Dan O'Shannon & Carol Leifer                 | 18 de febrero de 2021     | T12.16808       | 5,10                 |
| Drew está cenando solo en un restaurante cuando entra Julia, y pronto se da cuenta de que todos sus «amigos de la pareja» siguen siendo amigos de ella y no tienen ningún interés en él. Gina le incita a organizar una fiesta para el grupo de diálisis ese fin de semana para demostrar que puede ser sociable. Al principio, la fiesta la lleva Gina, pero cuando ella tiene que marcharse, Drew se las arregla para relacionarse con el grupo. Gina se siente herida cuando Drew habla de que los amigos siempre se distancian, pensando que eso sugiere que los dos no seguirán siendo amigos después del trasplante. Sin embargo, Drew le compra a Gina un auto tras enterarse de que su motocicleta no puede ser reparada, y establece un calendario de «pagos» que les obligará a seguir en contacto durante décadas. |              |                         |               | |                           |                 |                      |
| 9 | 9            | «B Negative»            | Scott Ellis   | Guion de: Marco Pennette, Dan O'Shannon & Darrin Bragg Historia de: Carol Leifer, Heide Perlman & Greg Malins             | 25 de febrero de 2021     | T12.16809       | 5,19                 |
| Jerry recibe la llamada de que es compatible con su trasplante de riñón, y el grupo se emociona por su amigo, además de imaginar cómo será cuando reciban sus propios riñones nuevos. Drew incluso hace planes largamente pospuestos para llevar a su hija a Islandia. Sin embargo, cuando el cuerpo de Jerry rechaza su trasplante, todos están devastados, y Drew sólo le da a Jerry una charla de ánimo para que no se rinda y para que admita a Gina que estaba mintiendo y deje de ir a diálisis y se dirija al aeropuerto. Por otra parte, Gina y Norma entran en conflicto cuando Gina decide que le gustaría tener un trabajo más importante para dar sentido a su vida, y una Norma herida se lo toma como algo personal. |              |                         |               | |                           |                 |                      |
| 10 | 10           | «B Negative Part 2»     | Richie Keen   | Guion de: Alexa Junge, Nicholas Fascitelli & Preston Walker Historia de: Marco Pennette, Bob Daily & Michelle Nader       | 4 de marzo de 2021        | T12.16810       | 5,06                 |
| Mientras que la despedida en el aeropuerto de Drew de la semana pasada acaba siendo él quien envía a su hija y a su exmujer a un viaje con todos los gastos pagados a Islandia y vuelve a casa, sigue deprimido por el fracaso del trasplante de Jerry y recurre a beber la cerveza casera de Gina y a pedirle drogas. Después de tomar una pastilla no identificada, Drew se desvanece y Gina y el grupo de diálisis van a buscarlo, viéndolo finalmente desmayado en el césped de alguien. Drew se entera de que sus «visiones inducidas por las drogas» fueron causadas por la uremia después de faltar a la diálisis, y decide que volverá a la lucha. Jerry vuelve a la diálisis y se anima con un vídeo de las payasadas de Drew. |              |                         |               | |                           |                 |                      |
| 11 | 11           | «Recessive Gina»        | Richie Keen   | Guion de: Alexa Junge, Dan O'Shannon & Heide Perlman Historia de: Marco Pennette, Bob Daily & Michelle Nader              | 11 de marzo de 2021       | T12.16811       | 4,95                 |
| Drew descubre que Gina necesita el historial médico de su padre para ver si es más probable que tenga problemas graves con el trasplante de riñón. Gina inicialmente dice que no importa porque su padre está muerto y no quiere hablar con su madrastra, pero cambia de opinión cuando Drew le dice que va a cancelar el trasplante por su preocupación. Gina lleva a Drew y a Norma (que está triste porque ella y su hija no se llevan bien) a Filadelfia para conseguir los registros, y les cuenta su triste infancia mientras admite que su padre está vivo y que no lo ha visto en 20 años. Más tarde descubre que su padre murió en realidad el año pasado, pero consigue la información médica y una caja de recuerdos que le permite tener una despedida llorosa pero esperanzadora de su difunto padre. |              |                         |               | |                           |                 |                      |
| 12 | 12           | «Canine Extraction»     | Phill Lewis   | Guion de: Jamie Rhonheimer, Jessica Kravitz & Carol Liefer Historia de: Chuck Lorre, Jim Patterson & Dan O'Shannon        | 1 de abril de 2021        | T12.16812       | 3,85                 |
| La combinación de que Gina se entere de que el dueño del perro Cannoli va a volver a los Estados Unidos y de que Drew sea tratado de forma distante por su hija Maddie hace que las dos intercambien sus papeles: Gina reprende a Maddie por beber cerveza y se lo cuenta a Drew, mientras que Drew horroriza a Gina cuando «duerme al perro» Cannoli. Finalmente, Drew se da cuenta de que está proyectando sus sentimientos de que Maddie ha crecido y se ha alejado de él, y ella le dice a su padre que todavía le quiere. |              |                         |               | |                           |                 |                      |
| 13 | 13           | «Inflammatory Response» | Scott Ellis   | Guion de: Jim Patterson, Dan O'Shannon & Alexa Junge Historia de: Jamie Rhonheimer, Jessica Kravitz & Heide Perlman       | 8 de abril de 2021        | T12.16813       | 3,80                 |
| Norma se muda a la casa de Drew después de incendiar accidentalmente su habitación en la residencia de ancianos. Además, un romance se calienta entre Gina y Eli. Drew se opone firmemente porque cree que afectará a su amistad con Eli. Por respeto a Drew, Gina se compromete a no dar rienda suelta a sus sentimientos por Eli, pero finalmente lo hace. |              |                         |               | |                           |                 |                      |
| 14 | 14           | «Love Life Support»     | Scott Ellis   | Guion de: Heide Perlman, Jamie Rhonheimer & Nicholas Fascitelli Historia de: Marco Pennette, Michelle Nader & Bob Daily   | 15 de abril de 2021       | T12.16814       | 4,08                 |
| Convencido de que Gina es diferente a otras mujeres con las que ha salido, Eli le pide que vaya a Las Vegas con él. Gina está dispuesta, hasta que se entera de que Eli la va a llevar como acompañante a una boda familiar. Ella se asusta invitando a un antiguo novio, pero no llega a acostarse con él. Mientras tanto, Drew se excede tratando de actuar como si estuviera feliz por Gina y Eli, pero Norma se da cuenta. |              |                         |               | |                           |                 |                      |
| 15 | 15           | «Miss Diagnosis»        | Richie Keen   | Guion de: Nicholas Fascitelli, Jamie Rhonheimer & Preston Walker Historia de: Darrin Bragg, Alexa Junge & Carol Liefer    | 22 de abril de 2021       | T12.16815       | 3,90                 |
| Drew conoce a una mujer llamada Adriana en la zona de venta del hospital, fuera de la sala de diálisis. Después de que los dos tengan una gran primera cita, Drew decide contarle a Adriana lo de su insuficiencia renal. Se sorprende y se siente abatido cuando Adriana le dice más tarde, a través de un mensaje de texto, que no deberían seguir con la relación. Drew pronto ve a Adriana en su lugar de encuentro inicial, y ella le dice que tiene cáncer. Drew dice que no le importa, y los dos acuerdan otra cita. Mientras tanto, Eli se prepara para una audición para un trabajo de locutor deportivo local con la ayuda de Gina, pero después de la audición, la estación le informa que están eligiendo a otra persona. Eli entonces le confiesa a Gina que realmente necesitaba el trabajo, porque está quebrado. |              |                         |               | |                           |                 |                      |
| 16 | 16           | «A Cute Asphyxiation»   | Richie Keen   | Guion de: Bob Daily, Jessica Kravitz & John «Jack» O'Brien Historia de: Jim Patterson, Heide Perlman & Dan O'Shannon      | 29 de abril de 2021       | T12.16816       | 4,03                 |
| Las incipientes relaciones de Drew y Gina con Adriana, paciente de cáncer, y Eli, miembro del equipo de diálisis, tienen algunos problemas. Drew se encuentra con turbulencias cuando sus esfuerzos por ayudar a cuidar a Adriana después de sus últimos tratamientos de quimioterapia se encuentran con que ella le ordena que se vaya, y Eli se enfada cuando Gina le pone al corriente a Drew de los problemas financieros de Eli (esto lleva a que el grupo de diálisis tenga el bonito gesto de comprar el anillo del Super Bowl que Eli puso en venta en eBay y devolvérselo, lo que a su vez hace que Eli se sienta aún peor). Más tarde, Adriana se disculpa con Drew y retoman su romance, mientras que Eli agradece a Gina su ayuda y le dice que va a empezar un podcast centrado en los Seahawks. Por otro lado, Norma quiere que Gina la acompañe en un crucero a Italia, pero Gina ayuda a Norma a contactar e invitar a la propia hija de Norma para que puedan reconciliarse antes de que sea demasiado tarde. Antes de enterarse de que Eli quiere recuperar su anillo del Super Bowl, Jerry intenta ligar en un bar enseñando el anillo... sin que nadie lo acepte. |              |                         |               | |                           |                 |                      |
| 17 | 17           | «Transplanticipation»   | Richie Keen   | Guion de: Dan O'Shannon, Carol Liefer & Jessica Kravitz Historia de: Jamie Rhonheimer, Alexa Junge & Aaron Huffines       | 6 de mayo de 2021         | T12.16817       | 4,13                 |
| Drew y Gina son llamados a la consulta del nefrólogo de Drew y les preocupa que sean malas noticias, pero en realidad son las mejores posibles: sus análisis de sangre han dado luz verde al trasplante de riñón y se llevará a cabo tan pronto como la agenda tenga un espacio disponible. Gina hace planes para el futuro que implican volver a vivir con su antigua compañera de piso y guerrera de las fiestas, Gabby, pero más tarde se da cuenta, durante una discreta cena de cumpleaños con Gideon, de que ya no quiere ser esa persona. Gideon cuenta que está pensando que debería renunciar a su sueño de actuar ahora que tiene 35 años, pero Gina le dice que tendrá éxito en lo que quiera hacer y le canta el «Happy Birthday». Drew no puede esperar a compartir sus buenas noticias con Adriana, pero ella lo deja atónito cuando le dice que su cáncer se ha extendido y que va a dejar el tratamiento. Al principio, Drew la enfada al presionarla para que no deje de luchar y más tarde se resarce consiguiendo una gran ayuda de Gina para que Adriana entre en un programa de pruebas contra el cáncer en Suiza. Para apoyarla, Drew pasa de una apertura sorpresa en la semana siguiente para hacerse el trasplante antes y, en su lugar, le dice a Adriana que se irá con ella al extranjero y volverá él mismo a Estados Unidos para recibir su nuevo riñón. Además, el grupo de diálisis consigue un nuevo miembro, una influencer social muy parecida a Samantha en su falta de tacto. |              |                         |               | |                           |                 |                      |
| 18 | 18           | «Life Expectancy»       | Richie Keen   | Guion de: Jim Patterson, Marco Pennette & Chuck Lorre Historia de: Jamie Rhonheimer, Jessica Kravitz & Eric Wen           | 13 de mayo de 2021        | T12.16818       | 4,42                 |
| Con el trasplante en el horizonte cercano, Drew está deseando ayudar a Adriana en su lucha contra el cáncer en Suiza, pero Adriana le dice a Drew que se va al extranjero sin él porque se niega a que su trasplante peligre. Gina planea volver a vivir con Gabby cuando se recupere, pero le dice a Gideon que no quiere volver a caer en el estilo de vida de las fiesteras, sólo para descubrir también que la perspectiva de alquilar un apartamento de mala muerte es suficiente para que rompa a llorar. Drew se somete a su último tratamiento de diálisis y recibe tanto un bonito regalo del grupo como el consejo de que le haga un buen regalo a Gina. Gina decide no mudarse con Eli porque quiere que su relación siga creciendo a buen ritmo. Más tarde, le cuenta con lágrimas en los ojos a Drew lo mucho que significa para ella y cómo ha cambiado su vida para mejor, y Drew le hace un regalo maravilloso: un llavero de «Trasplante» con la llave de la casa, porque quiere que se quede en la casa todo el tiempo que quiera. Tras una amable visita de su exesposa, Drew y Gina se dirigen al hospital en una limusina, y el antiguo FWB de Gina graba un vídeo con todos sus amigos y familiares dándoles buena suerte. Es entonces el momento del trasplante, y Drew empieza a contar hacia atrás desde 10 mientras la pantalla se oscurece. Fin de la primera temporada. |              |                         |               | |                           |                 |                      |

### Segunda temporada (2021–22)
| N.º en serie | N.º en temp. | Título                                      | Dirigido por        | Escrito por | Fecha de emisión original | Código de prod. | Audiencia (millones) |
| ------------ | ------------ | ------------------------------------------- | ------------------- | --- | ------------------------- | --------------- | -------------------- |
| 19           | 1            | «Love, Taxes and a Kidney»                  | James Widdoes       | Chuck Lorre, Jim Patterson & Warren Bell | 14 de octubre de 2021     | T12.17251       | 3,95                 |
| 20           | 2            | «Vermont, Switzerland and Connecticut»      | James Widdoes       | Guion de: Chuck Lorre & Adam Chase Historia de: Jim Patterson & Warren Bell                                                                 | 21 de octubre de 2021     | T12.17252       | 3,76                 |
| 21           | 3            | «Bagels, Billiards and a Magic Show»        | James Widdoes       | Guion de: Jim Patterson, Warren Bell & Jamie Rhonheimer Historia de: Chuck Lorre, Adam Chase & Jessica Kravitz                              | 28 de octubre de 2021     | T12.17253       | 3,42                 |
| 22           | 4            | «Baseball, Walkers and Wine»                | Phill Lewis         | Guion de: Chuck Lorre, Adam Chase & Carol Liefer Historia de: Warren Bell, Heide Perlman & Darrin Bragg                                     | 4 de noviembre de 2021    | T12.17254       | 4,41                 |
| 23           | 5            | «Novocaine, Bond and Bocce»                 | Phill Lewis         | Guion de: Jim Patterson, Jamie Rhonheimer & Preston Walker Historia de: Chuck Lorre, Adam Chase & Tim Kelleher                              | 11 de noviembre de 2021   | T12.17255       | 4,03                 |
| 24           | 6            | «A Dishwasher, a Fire and a Remote Control» | Richie Keen         | Guion de: Chuck Lorre, Heide Perlman & Jessica Kravitz Historia de: Jamie Rhonheimer, Adam Chase & Carol Liefer                             | 18 de noviembre de 2021   | T12.17256       | 4,03                 |
| 25           | 7            | «A Camper, a Compass and a Cannoli»         | Richie Keen         | Guion de: Jamie Rhonheimer, Adam Chase & Carol Leifer Historia de: Chuck Lorre, Heide Perlman & Jessica Kravitz                             | 2 de diciembre de 2021    | T12.17257       | 4,10                 |
| 26           | 8            | «A Dog, a Mousse and a Bat»                 | Richie Keen         | Guion de: Chuck Lorre, Heide Perlman & Deanna Morgan Historia de: Jim Patterson, Warren Bell & Jessica Kravitz                              | 9 de diciembre de 2021    | T12.17258       | 4,34                 |
| 27           | 9            | «Heartburn, Woodstock and Ribs»             | Richie Keen         | Guion de: Warren Bell, Adam Chase & Carol Leifer Historia de: Chuck Lorre, Jamie Rhonheimer & Justin Mooney                                 | 6 de enero de 2022        | T12.17259       | 5,03                 |
| 28           | 10           | «S'mores, Elvis and a Cubano»               | Scott Ellis         | Guion de: Jim Patterson, Heide Perlman & Darrin Bragg Historia de: Carol Leifer, Jessica Kravitz & Preston Walker                           | 13 de enero de 2022       | T12.17260       | 4,96                 |
| 29           | 11           | «Louisville, Bubbaroo and Sully»            | Scott Ellis         | Guion de: Heide Perlman, Jamie Rhonheimer & Jessica Kravitz Historia de: Jim Patterson, Warren Bell & Adam Chase                            | 20 de enero de 2022       | T12.17261       | 5,03                 |
| 30           | 12           | «Dagobah, a Room and a Chimney Sweep»       | Scott Ellis         | Guion de: Warren Bell, Adam Chase & Carol Leifer Historia de: Jim Patterson, Jamie Rhonheimer & Darrin Bragg                                | 27 de enero de 2022       | T12.17262       | 4,96                 |
| 31           | 13           | «A Boss, a Bear Claw and a Defibrillator»   | Scott Ellis         | Guion de: Jim Patterson, Heide Perlman & Jamie Rhonheimer Historia de: Warren Bell, Jessica Kravitz & Preston Walker                        | 27 de enero de 2022       | T12.17263       | 4,72                 |
| 32           | 14           | «Osteoporosis, Benihana and a Slinky»       | Scott Ellis         | Guion de: Aaron Huffines, Christian Honce & Tessa Evelyn Historia de: Chuck Lorre, Carol Leifer & Jamie Rhonheimer                          | 24 de febrero de 2022     | T12.17264       | 4,61                 |
| 33           | 15           | «Payroll, a Waterwall and Wham!»            | Dana deVally Piazza | Guion de: Adam Chase, Carol Leifer & Jessica Kravitz Historia de: Jim Patterson, Warren Bell & Heide Perlman                                | 3 de marzo de 2022        | T12.17265       | 4,75                 |
| 34           | 16           | «Juneau, Froyo and Mario Kart»              | Phill Lewis         | Guion de: Chuck Lorre, Jim Patterson, Warren Bell & Adam Chase Historia de: Carol Leifer, Heide Perlman, Jamie Rhonheimer & Jessica Kravitz | 10 de marzo de 2022       | T12.17266       | 4,73                 |

## Producción

### Desarrollo
La serie fue uno de los 14 pilotos encargados por CBS en febrero de 2020 y fue llevada rápidamente a su producción como una serie en marzo siguiente, ya que el piloto ya había sido completado antes de que la producción en Warner Bros. Television fuera cerrada debido a la pandemia de COVID-19. El piloto fue el único completado para la temporada de televisión 2020–21 para cualquiera de las cadenas de televisión antes de los avances. El 8 de mayo de 2020, CBS ordenó la producción de la serie. El 26 de octubre de 2020, Jim Patterson se unió a la serie como productor ejecutivo y co-showrunner. La serie se estrenó el 5 de noviembre de 2020. El 21 de diciembre de 2020, CBS ordenó la producción de cinco episodios adicionales, dejando la temporada con un total de 18 episodios. El 15 de mayo de 2021, CBS renovó la serie para una segunda temporada. El 12 de mayo de 2022, la serie fue cancelada tras dos temporadas.

### Casting
El 19 de febrero de 2020, se anunció que Annaleigh Ashford se había unido al elenco en el piloto. El 2 de marzo de 2020, se anunció que Kether Donohue y Sara Rue se habían unido al elenco de la serie. Al día siguiente, se anunció que Thomas Middleditch se había unido al elenco de la serie. Junto con el anuncio de la serie, se anunció que Kamryn Kunody se había unido al elenco principal de la serie. El 11 de agosto de 2020, se anunció que Maggie Elizabeth Jones se unió al elenco, reemplazando a Kunody. El 25 de septiembre de 2020, se anunció que Terrence Terrell se había unido al elenco principal de la serie. El 12 de octubre de 2020, se anunció que Izzy G se había unido al elenco principal, reemplazando a Jones y a Kunody, mientras que Linda Lavin, Briga Heelan, Darryl Stephens, Bernie Kopell, y David Anthony Higgins se habían unido al elenco recurrente y Darien Sills-Evans sería el invitado especial.

## Lanzamiento

### Marketing
El 19 de mayo de 2020, CBS lanzó un teaser trailer de 30 segundos de la serie.

## Recepción

### Críticas
En Rotten Tomatoes la serie tiene un índice de aprobación del 87%, basado en 15 reseñas, con una calificación promedio de 6.12/10. El consenso crítico del sitio dice, «La comedia familiar B Positive se ven realzada por su encantador elenco, especialmente por los extraños y encantadores estilos cómicos de la ganadora del Tony, Annaleigh Ashford». En Metacritic, tiene un puntaje promedio ponderado de 63 sobre 100, basada en 13 reseñas, lo que indica «críticas generalmente favorables».

### Audiencias

#### Temporada 1
| N.º | Título                  | Fecha de emisión        | ÍA (18–49) | Audiencia (millones) | DVR (18–49) | Audiencia DVR (millones) | Total (18–49) | Audiencia total (millones) |
| --- | ----------------------- | ----------------------- | ---------- | -------------------- | ----------- | ------------------------ | ------------- | -------------------------- |
| 1   | «Pilot»                 | 5 de noviembre de 2020  | 0,6        | 5,14                 | 0,2         | 1,09                     | 0,8           | 6,23                       |
| 2   | «Die Alysis»            | 12 de noviembre de 2020 | 0,5        | 4,90                 | 0,2         | 1,13                     | 0,7           | 6,03                       |
| 3   | «Foreign Bodies»        | 19 de noviembre de 2020 | 0,6        | 5,20                 | —           | —                        | —             | —                          |
| 4   | «Joint Pain»            | 3 de diciembre de 2020  | 0,6        | 5,29                 | —           | 0,90                     | —             | 6,19                       |
| 5   | «High Risk Factor»      | 17 de diciembre de 2020 | 0,5        | 4,60                 | —           | —                        | —             | —                          |
| 6   | «Open Heart Surgery»    | 21 de enero de 2021     | 0,7        | 5,05                 | 0,2         | 0,88                     | 0,9           | 5,93                       |
| 7   | «Phantom Limb»          | 11 de febrero de 2021   | 0,7        | 5,17                 | —           | 0,92                     | —             | 6,09                       |
| 8   | «Integration Therapy»   | 18 de febrero de 2021   | 0,6        | 5,10                 | —           | 0,88                     | —             | 5,99                       |
| 9   | «B Negative»            | 25 de febrero de 2021   | 0,7        | 5,19                 | —           | 0,95                     | —             | 6,13                       |
| 10  | «B Negative Part 2»     | 4 de marzo de 2021      | 0,7        | 5,06                 | —           | 0,86                     | —             | 5,92                       |
| 11  | «Recessive Gina»        | 11 de marzo de 2021     | 0,6        | 4,95                 | —           | 1,03                     | —             | 5,99                       |
| 12  | «Canine Extraction»     | 1 de abril de 2021      | 0,4        | 3,85                 | 0,2         | 0,95                     | 0,6           | 4,80                       |
| 13  | «Inflammatory Response» | 8 de abril de 2021      | 0,5        | 3,80                 | 0,2         | 1,17                     | 0,7           | 4,97                       |
| 14  | «Love Life Support»     | 15 de abril de 2021     | 0,5        | 4,08                 | —           | —                        | —             | —                          |
| 15  | «Miss Diagnosis»        | 22 de abril de 2021     | 0,5        | 3,90                 | 0,2         | 1,06                     | 0,7           | 4,96                       |
| 16  | «A Cute Asphyxiation»   | 29 de abril de 2021     | 0,4        | 4,03                 | 0,2         | 1,02                     | 0,6           | 5,05                       |
| 17  | «Transplanticipation»   | 6 de mayo de 2021       | 0,5        | 4,13                 | 0,2         | 0,93                     | 0,6           | 5,06                       |
| 18  | «Life Expectancy»       | 13 de mayo de 2021      | 0,6        | 4,42                 | 0,2         | 1,03                     | 0,7           | 5,45                       |

1. 1 2  Las clasificaciones de Live+7 no estaban disponibles, así que se han utilizado las clasificaciones de Live+3 en su lugar.

#### Temporada 2
| N.º | Título                                      | Fecha de emisión        | ÍA (18–49) | Audiencia (millones) | DVR (18–49) | Audiencia DVR (millones) | Total (18–49) | Audiencia total (millones) |
| --- | ------------------------------------------- | ----------------------- | ---------- | -------------------- | ----------- | ------------------------ | ------------- | -------------------------- |
| 1   | «Love, Taxes and a Kidney»                  | 14 de octubre de 2021   | 0,5        | 3,95                 | 0,2         | 1,19                     | 0,6           | 5,13                       |
| 2   | «Vermont, Switzerland and Connecticut»      | 21 de octubre de 2021   | 0,4        | 3,76                 | 0,2         | 1,12                     | 0,6           | 4,88                       |
| 3   | «Bagels, Billiards and a Magic Show»        | 28 de octubre de 2021   | 0,4        | 4,32                 | —           | —                        | —             | —                          |
| 4   | «Baseball, Walkers and Wine»                | 4 de noviembre de 2021  | 0,4        | 4,41                 | —           | —                        | —             | —                          |
| 5   | «Novocaine, Bond and Bocce»                 | 11 de noviembre de 2021 | 0,4        | 4,03                 | —           | —                        | —             | —                          |
| 6   | «A Dishwasher, a Fire and a Remote Control» | 18 de noviembre de 2021 | 0,5        | 4,03                 | 0,2         | 1,14                     | 0,6           | 5,17                       |
| 7   | «A Camper, a Compass and a Cannoli»         | 2 de diciembre de 2021  | 0,4        | 4,10                 | 0,2         | 1,30                     | 0,6           | 5,40                       |
| 8   | «A Dog, a Mousse and a Bat»                 | 9 de diciembre de 2021  | 0,4        | 4,34                 | 0,2         | 1,24                     | 0,6           | 5,58                       |
| 9   | «Heartburn, Woodstock and Ribs»             | 6 de enero de 2022      | 0,5        | 5,03                 | —           | —                        | —             | —                          |
| 10  | «S'mores, Elvis and a Cubano»               | 13 de enero de 2022     | 0,5        | 4,96                 | —           | —                        | —             | —                          |
| 11  | «Louisville, Bubbaroo and Sully»            | 20 de enero de 2022     | 0,5        | 5,03                 | —           | —                        | —             | —                          |
| 12  | «Dagobah, a Room and a Chimney Sweep»       | 27 de enero de 2022     | 0,5        | 4,96                 | —           | —                        | —             | —                          |
| 13  | «A Boss, a Bear Claw and a Defibrillator»   | 27 de enero de 2022     | 0,5        | 4,72                 | —           | —                        | —             | —                          |
| 14  | «Osteoporosis, Benihana and a Slinky»       | 24 de febrero de 2022   | 0,4        | 4,61                 | —           | —                        | —             | —                          |
| 15  | «Payroll, a Waterwall and Wham!»            | 3 de marzo de 2022      | 0,5        | 4,75                 | —           | —                        | —             | —                          |
| 16  | «Juneau, Froyo and Mario Kart»              | 10 de marzo de 2022     | 0,4        | 4,73                 | —           | —                        | —             | —                          |